# Eurytoma leleyi
Eurytoma leleyi är en stekelart som beskrevs av Zerova 1987. Eurytoma leleyi ingår i släktet Eurytoma och familjen kragglanssteklar. Inga underarter finns listade i Catalogue of Life.